# Jaffar de Barmakied
Ja'far ibn Yahya Barmaki, Jafar al-Barmaki ( Perzisch : جعفر بن یحیی برمکی , Arabisch : جعفر بن يحيى , Ja`far bin yaḥyā) (767-803), ook wel Aba-Fadl genoemd, was een Perzische vizier van de Abbasidische kalief Haroen ar-Rashid, opvolger van zijn vader Yahya ibn Khalid in deze positie. Hij was een lid van de invloedrijke familie Barmakid, voorheen boeddhistische leiders van het Nava Viharaklooster. Samen met de rest van de Barmakids werd hij in 803 op bevel van Haroen ar-Rashid geëxecuteerd. Er wordt gezegd dat zijn executie plaatsvond omdat hij een affaire had gehad met Haruns zus Abbasa, hoewel historische bronnen onduidelijk blijven.
Hij had een reputatie als beschermheer van de wetenschappen en deed veel om de Indiase wetenschap in Bagdad te introduceren. Hij werd belast met het overtuigen van de kalief om een papierfabriek in Bagdad te openen, aangezien het geheim van de papierfabricage werd verkregen van Tang Chinese gevangenen bij de Slag bij Talas in het huidige Kirgizië (751). 

## In fictie
Ja'far verschijnt ook (onder de naam Giafar in de meeste vertalingen) samen met Haroen ar-Rashid in verschillende Duizend-en-een-nacht verhalen, vaak als protagonist. In "The Three Apples" bijvoorbeeld, is Ja'far als een detective die een moordmysterie moet oplossen en de dader achter de moord moet vinden, terwijl Ja'far in "The Tale of Attaf" meer een avonturier is. In Glenn Pierce's roman The Tyrant of Bagdad , wordt Ja'fars verhaal verteld door middel van een fictief verslag van de reis van Karel de Grote om Harun al-Rashid te ontmoeten.
Recentere media geïnspireerd door de Arabian Nights hebben Ja'far echter afgeschilderd als zowel een slechterik als een tovenaar:
- In de 1940-versie van The Thief of Bagdad speelt Conrad Veidt de grootvizier Jaffar, een tovenaar die de koning omver werpt en probeert de prinses te verleiden.
- In de film The Golden Blade (1952) vecht Harun al-Rashid (Rock Hudson) tegen Jafar (George Macready), vizier van de kalief van Bagdad die de troon probeert toe te eigenen.
- In het boek The Grand Vizier of the Night (1981) van Catherine Hermary-Vieille, is hij de minnaar van de kalief Harun al-Rashid.
- In 1989 bevatte de videogame Prince of Persia een sluwe magiër genaamd Jaffar die de macht greep van de sultan en probeerde de prinses te dwingen met hem te trouwen. In de latere Prince of Persia-spellen is een naamloze 'Vizier' de belangrijkste schurk en is gebaseerd op het Jaffar-personage uit het originele spel.
- In 1992 bevatte de Disney-film Aladdin een kwaadaardige vizier en tovenaar genaamd Jafar, die een combinatie is van een (niet nader genoemde) vizier en een kwaadaardige tovenaar uit het originele Aladdin- verhaal.
- In de Japanse manga van Magi: The Labyrinth of Magic is Ja'far een jonge generaal die werkt onder Sinbad, de koning van Sindria.